# Leptalia macilenta
Leptalia macilenta är en skalbaggsart som först beskrevs av Mannerheim 1853.  Leptalia macilenta ingår i släktet Leptalia och familjen långhorningar.
Artens utbredningsområde är Alaska. Inga underarter finns listade i Catalogue of Life.